# Pseudomyrmex beccarii
Pseudomyrmex beccarii é uma espécie de formiga do género Pseudomyrmex, subfamilia Pseudomyrmecinae. Foi descrita por Menozzi em 1935.
Encontra-se em América Central e o norte de América do Sul.